# Arco delle Scalette
L'Arco delle Scalette (littéralement, Arc de l'Escalier) est un arc de triomphe situé à Vicence en Italie, sur la piazzale Fraccon. Construit en 1595, le projet a été attribué au célèbre architecte Andrea Palladio (vers 1576).

## Histoire et description
Situé à l'extrémité sud-est du centre historique de la ville, l'arc marquait le début du premier itinéraire d'ascension pour les pèlerins qui se rendaient au sanctuaire de la Madonna di Monte Berico (construit au début du XVe siècle), celui constitué précisément par la Scalette, 190 marches réparties en rampes. C'était le principal et pratiquement le seul point d'accès de la ville au sanctuaire avant la construction, au milieu du XVIIIe siècle, des arcades par Francesco Muttoni.
La genèse et l'autographie de l'arc ne sont pas claires. Certains datent la construction à 1595 (15 ans après la mort de Palladio), et l'identité du maître d'ouvrage, au capitaine vénitien Giacomo Bragadin. Également documentées sont les demandes des frères du sanctuaire, datant de 1574-1576, qui demandent à la communauté un soutien financier pour la restructuration de l'ensemble du parcours de la Scalette, mais il n'y a aucune preuve que l'arc ait été inclus dans le  processus de rénovation. Tout aussi incertaine est la configuration originale de l'arc, qui dans les vues du XVIIe siècle montre des niches frontales, déplacées ensuite vers l'intrados pour accueillir l'Annonciation d'Orazio Marinali.
Le style palladien et une reprise du schéma de construction de l'arc de Trajan d'Ancône sont évidentes. Il existe également de nombreuses similitudes avec l'Arco dei Gavi à Vérone et l'Arc des Sergius à Pula en Croatie.
Le monument actuel a été presque entièrement reconstruit, en utilisant autant que possible les matériaux d'origine, à la suite des dommages subis lors d'un bombardement aérien en 1944.

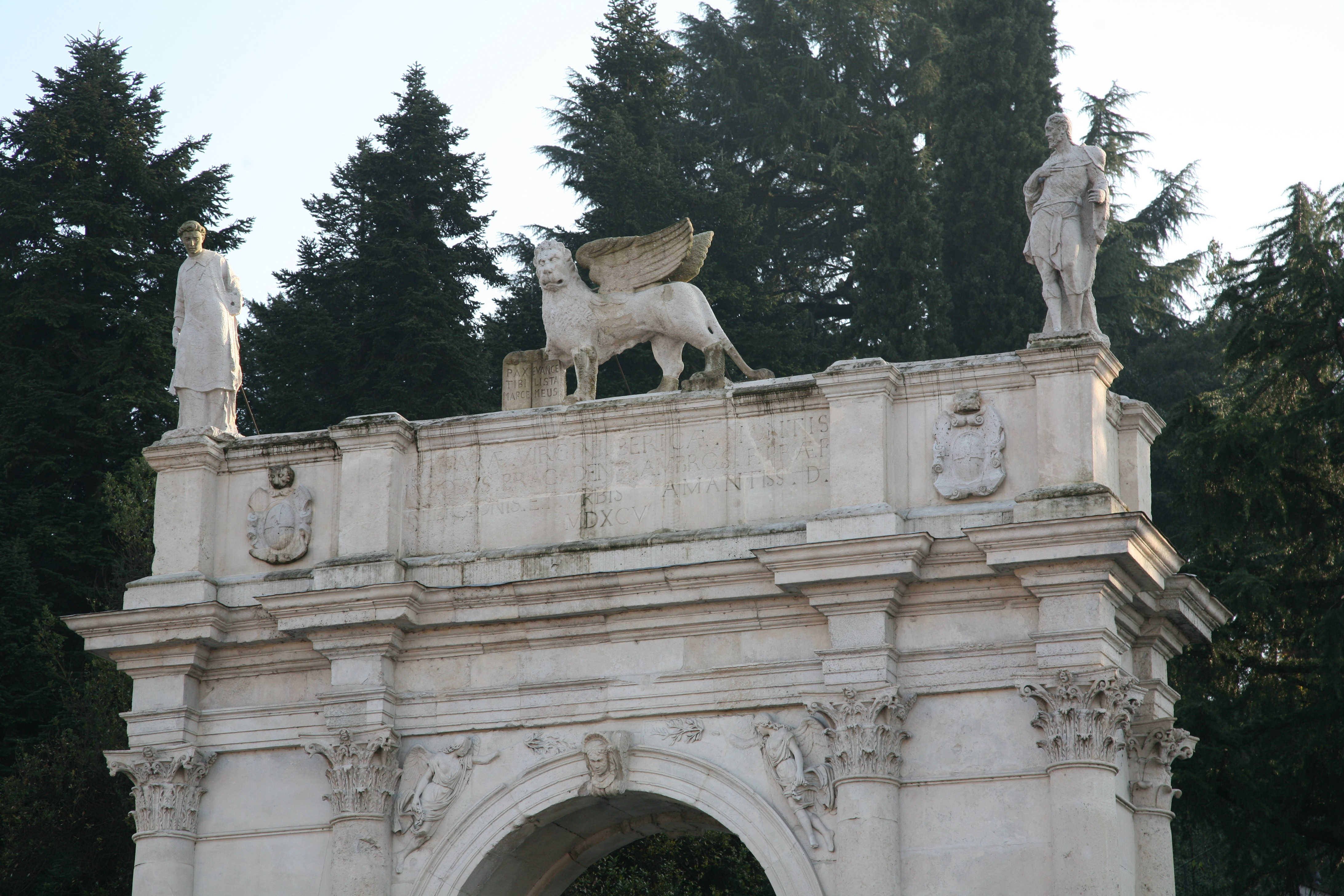
Détail avec les statues du couronnement
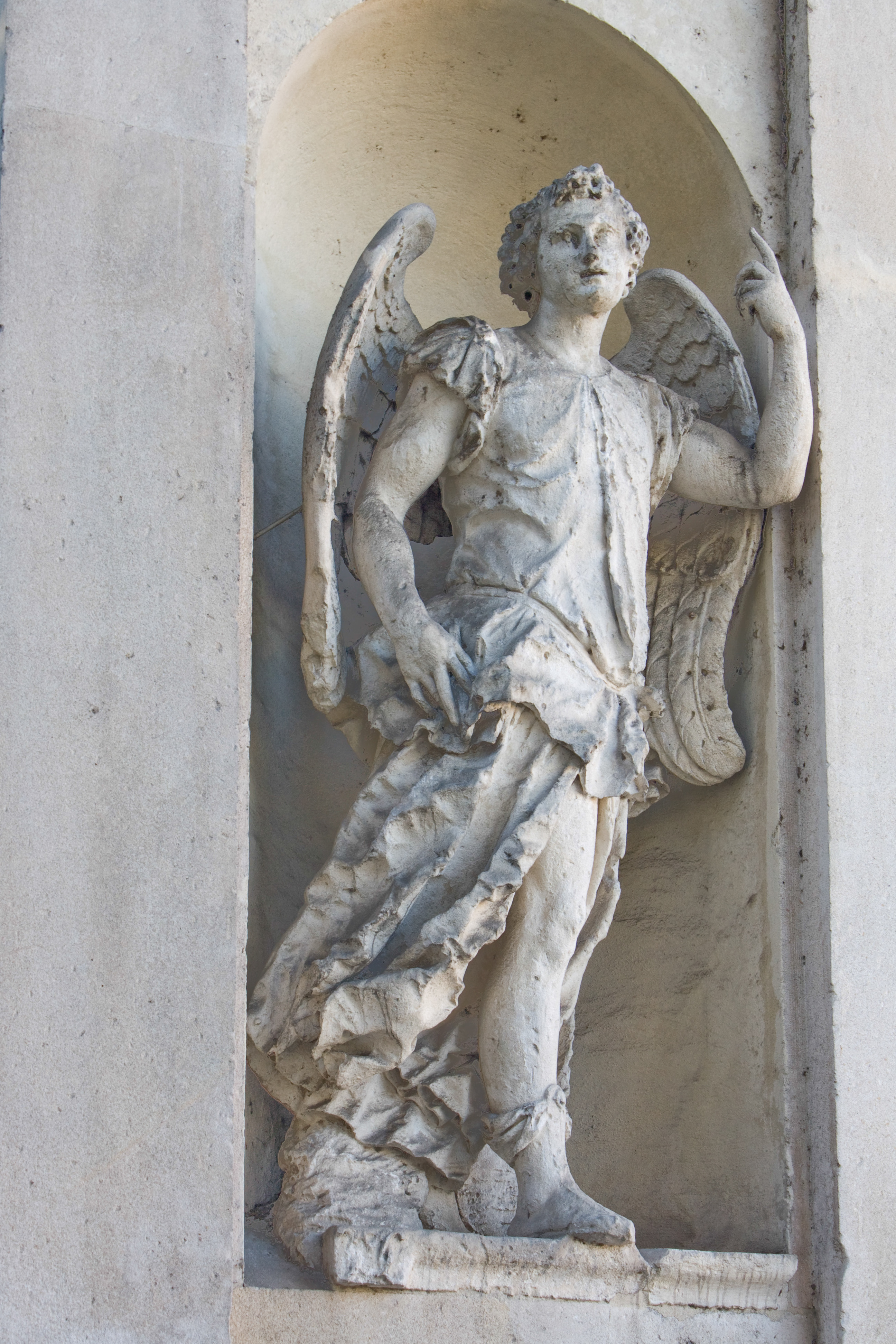
Statue de l'archange Gabriel dans l'intrados de l'arc
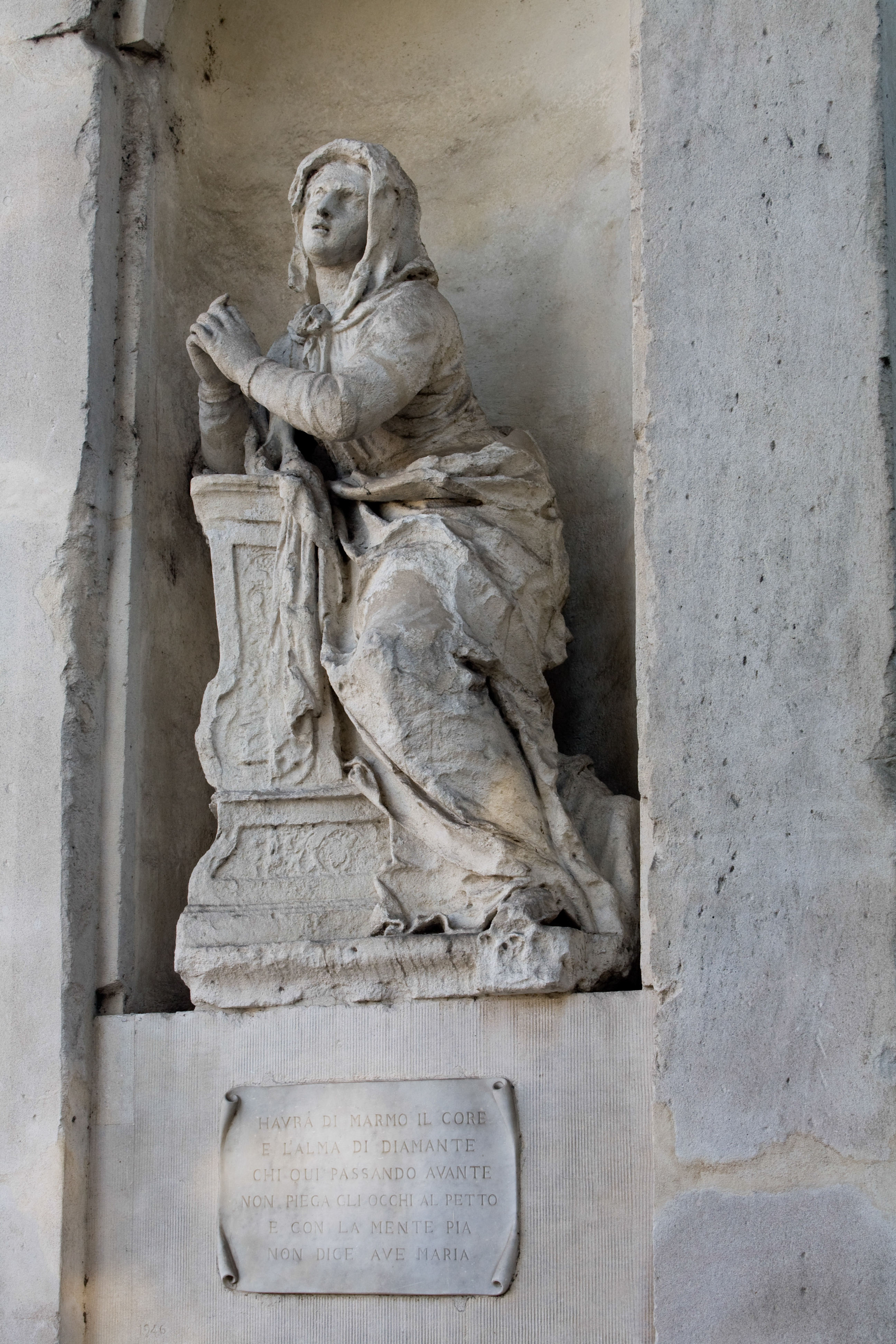
Statue de la Vierge Marie dans l'intrados de l'arc
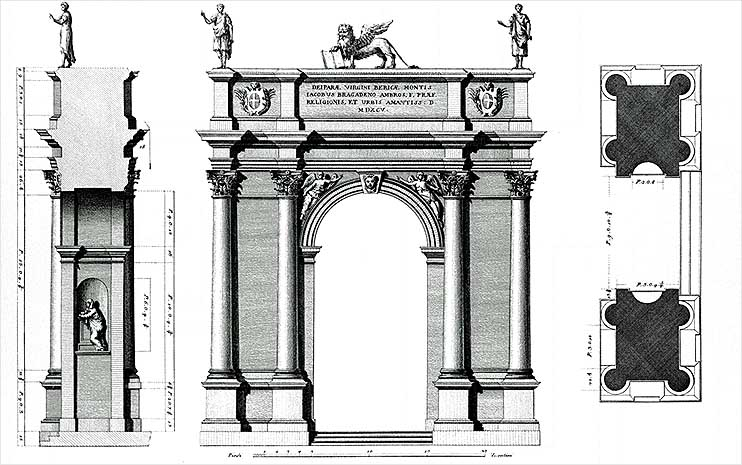
L'Arco delle Scalette : plan, élévation et coupe (Ottavio Bertotti Scamozzi, 1776)
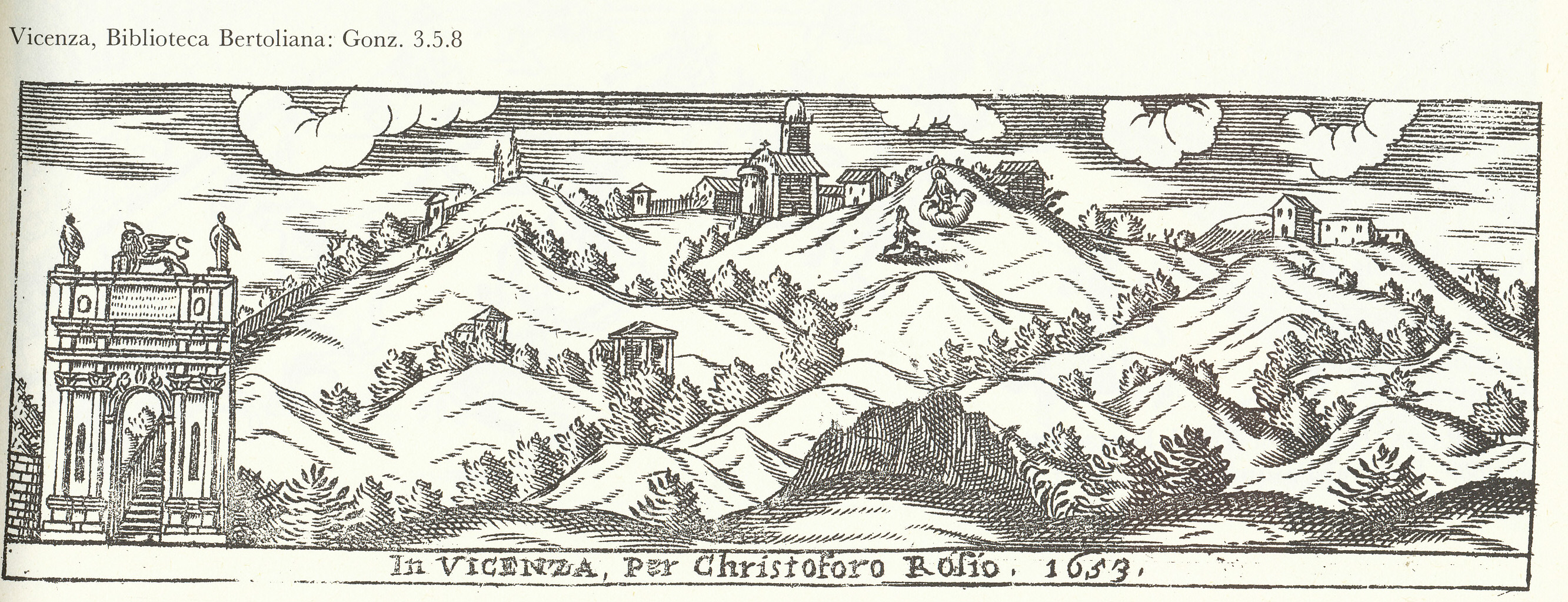
Gravure de Cristoforo Rosio, 1653 [2], avec l'arc de la Scalette, le Monte Berico, l'église et l'apparition de la Madone.